# Lujo Vojnović
Lujo Konstantinov Vojnović (Split, 15. travnja 1864. – Zagreb, 18. travnja 1951.), hrvatski dubrovački pravnik, diplomat, književnik i povjesničar, član srbokatoličkog pokreta. Poznati književnik Ivo bio mu je stariji brat.

## Životopis
Provodio je vrlo buran život po južnoslavenskim dvorovima i drugdje. Godine 1898. postaje osobni tajnik crnogorskoga knjaza Nikole Petrovića, a 1899. ministar pravde Crne Gore i njen opunomoćeni predstavnik u Vatikanu. Posebno uspješna njegova misija u Vatikanu bila je pobjeda Crnogoraca u tzv. svetojeronimskoj krizi 1901. godine. Iz Vatikana je na zahtjev Austrije pošao 1903. U razdoblju od 1904. do 1906. bio je u Beogradu odgajatelj kneževića Aleksandra Karađorđevića, nakon toga voditelj Ferdinandove knjižnice u Sofiji, u rangu ministra. Godine 1912. ponovno je bio predstojnikom ureda (sada kralja) Nikole Petrovića na Cetinju; 1913. predstavnik je Crne Gore i potpisnik na Mirovnoj konferenciji u Londonu. Uoči Prvog svjetskog rata pobjegao je preko Skadra u Srbiju; godine 1915. bio je specijalni izaslanik vlade Nikole Pašića u misiji u Rimu, odakle je bio potjeran, pa 1917. odlazi u srpsko poslanstvo u Pariz. Godine 1919. bio je delegat Kraljevine SHS na Mirovnoj konferenciji u Parizu. Bio je postojan Srbin katolik umjerenih političkih pogleda.
Kao povjesničar nekritički prikazivao povijest južnih hrvatskih krajeva: Dalmacije i Dubrovnika.

## Djela
- Dubrovačke elegije (1898.)
- Pad Dubrovnika (1908.)
- Književni časovi (1912.)
- Dubrovnik: jedna istorijska šetnja (1907.)

## Vanjske poveznice
- Vojnović, Lujo Hrvatska enciklopedija